# Eredivisie 2023/24 (Badminton)
Titelträger der Eredivisie 2023/24 im Badminton und damit niederländischer Mannschaftsmeister wurde der Klub Dunlop-DKC, der sich in den Play-offs durchsetzen konnte.

## Vorrunde
| Platz | Team                           | Punkte | Spiele | G  | U | V  | Spielpunkte |   |    | Sätze |   |     | Bälle |   |      |
| ----- | ------------------------------ | ------ | ------ | -- | - | -- | ----------- | - | -- | ----- | - | --- | ----- | - | ---- |
| 1     | Dunlop-DKC                     | 83     | 14     | 11 | 2 | 1  | 83          | - | 29 | 177   | - | 75  | 4882  | - | 4045 |
| 2     | F.I.T. Almere                  | 79     | 14     | 9  | 3 | 2  | 79          | - | 33 | 173   | - | 79  | 4934  | - | 4110 |
| 3     | BC Drop Shot                   | 75     | 14     | 11 | 2 | 1  | 75          | - | 37 | 162   | - | 91  | 4910  | - | 4277 |
| 4     | Duinwijck BC                   | 73     | 14     | 8  | 1 | 5  | 73          | - | 39 | 158   | - | 91  | 4770  | - | 4142 |
| 5     | Jnice Velo                     | 53     | 14     | 6  | 1 | 7  | 53          | - | 59 | 125   | - | 131 | 4603  | - | 4625 |
| 6     | Decorette BC Amersfoort        | 35     | 14     | 4  | 0 | 10 | 35          | - | 77 | 79    | - | 166 | 3866  | - | 4689 |
| 7     | Paul Knip Keukens Roosterse BC | 28     | 14     | 1  | 2 | 11 | 28          | - | 84 | 66    | - | 181 | 3773  | - | 4864 |
| 8     | 2da Smashing                   | 22     | 14     | 0  | 1 | 13 | 22          | - | 90 | 60    | - | 186 | 3861  | - | 4847 |

## Play-offs

### Halbfinale
- F.I.T. Almere – BC Drop Shot: 5:2, 4:3

### Finale
- Dunlop-DKC – F.I.T. Almere: 5:1